# Andrés Mosquera Marmolejo
Andrés Felipe Mosquera Marmolejo (Carepa, Antioquia; 10 de septiembre de 1991) es un futbolista colombiano que juega de guardameta y su equipo actual es Independiente Santa Fe de la Categoría Primera A de Colombia. Es internacional con la Selección Colombia.
Su hermano Carlos Mosquera Marmolejo también juega de guardameta.

## Trayectoria

### Bogotá F.C.
En el año 2007 mientras jugaba para el Bogotá Fútbol Club fue ascendido al primer equipo desde las juveniles siendo el tercer portero del club. Con el paso del tiempo fue ganando protagonismo en las prácticas que tenía el club llegando a ser tenido en cuenta como el segundo arquero del club. Ya luego de unos meses Mosquera terminó convirtiéndose en el portero titular del club llamando la atención de importantes clubes de Colombia como Atlético Nacional y América de Cali por sus destacadas actuaciones en el 2011.

### América de Cali
Finalmente a principios del 2012 fue el América quien consiguió a Mosquera, a petición de Eduardo Lara quien ya lo había dirigido en la selección Colombia, en su búsqueda de jugadores para afrontar por primera vez la Categoría Primera B (segunda división), en ese mismo momento el club ya había fichado a Libis Arenas como primer portero y a los pocos días el club confirmó la compra definitiva de Carlos A. Mosquera, hermano menor de Andrés (que también juega de portero). Los primeros meses del 2012 fue el segundo portero del club detrás de Arenas jugando algunos partidos por la Copa Colombia alternando con su hermano, aunque ya al finalizar el torneo apertura de la segunda división se consolida como el primer arquero del equipo debido a las seguidas sanciones y errores de Libis Arenas. A pesar de ser el jugador más destacado del equipo en el año, pierden tanto la final de la segunda división con Alianza Petrolera y la promoción con el Cúcuta Deportivo quedándose sin el ascenso. Con la llegada de Diego Umaña, no se le tuvo en cuenta.

### Cortuluá
En enero del 2013 ficha con el Cortuluá con el que firmó un contrato por 1 año siendo el titular del equipo en el torneo de ascenso.

### Fortaleza CEIF
Luego de su corto paso por Cortuluá ficha por Fortaleza CEIF, en julio, que el semestre anterior había quedado entre los últimos del torneo. Durante el semestre fue el guardameta titular del club en el torneo, el cual lograron ganar por penales en la final con una destacada actuación suya. Ya en la final de diciembre entre los campeones de la B, pierden 3 a 1 el global con Uniautónoma, no obstante el club derrotó 2 a 1 en el global de la promoción al Cúcuta Deportivo logrando el ascenso. Con el club bogotano hace su debut en la primera división del fútbol colombiano en la derrota 1 a 2 de Fortaleza frente a Independiente Santa Fe, aun así cuajó una buena actuación. Durante la tercera fecha del apertura colombiano vuelve a ser suplente del club luego que Williams Buenaños fuese alineado como titular, no obstante en la fecha inmediatamente siguiente volvió a la titularidad luego de que el rendimiento de Buenaños no fuera el mejor. Luego de jugadas las 18 fechas de la fase inicial del torneo colombiano, Fortaleza quedó eliminado, Mosquera jugó 17 de los 18 partidos como titular con el club en su primera experiencia en la categoría primera A siendo él de los más destacados con el club. Al finalizar el año de contrato que tenía con Fortaleza, jugó 41 partidos siendo titular en todos ellos y recibiendo una propuesta del equipo para extender su préstamo por 6 meses más. Luego de renovar su contrato, sufre una lesión que le hace perder los primeros partidos del segundo semestre del 2014 (4 en copa y 1 en liga). Para el inicio de la liga colombiana en el segundo semestre el Fortaleza ficha para su equipo sub-20 a su hermano Carlos Mosquera, misma situación que ocurriera en el América de Cali. El 24 de octubre de 2014 juega su partido 55 con el Fortaleza Fútbol Club, siendo esa la mayor cantidad de partidos que haya jugado en un equipo en su carrera superando los 54 que jugó en el Bogotá, con la diferencia que en el Fortaleza consiguió dicha cifra en poco más de un año mientras en el Bogotá lo hizo en 4 años.

### Atlético Bucaramanga
Andrés Mosquera llegó al Atlético Bucaramanga en el 2015, tuvo una destacada actuación en el conjunto bumangués logrando el título del Torneo Águila y por consiguiente, el ascenso a la Categoría Primera A, siendo este el primer título a nivel de clubes en su palmarés.

### Deportivo Pasto
En el 2017 Andrés Mosquera actuó en el Deportivo Pasto, conjunto en el cual tuvo grandes actuaciones, lo que llevó a que los más grandes clubes del fútbol colombiano lo pusieran en su radar.

### Independiente Medellín
Para la temporada 2018, Mosquera llega al Independiente Medellín, uno de los clubes más tradicionales del fútbol colombiano. 
Desde el 2018 hasta 2023, Mosquera jugó un total de 149 partidos, teniendo destacadas actuaciones y posicionándolo como uno de los mejores arqueros del país donde incluso logró consagrarse doblemente campeón de la Copa Colombia en los años 2019 y 2020 siendo él titular en ambas finales y ganando una de ellas mediante el punto penal.Además llegó a dos finales de la Categoría Primera A, en el segundo semestre de los años 2022 y 2023. A pesar de las buenas actuaciones, ambas finales resultó perdiéndolas desde el punto penal, una frente a Deportivo Pereira y otra frente a Junior. 
Sus correctos resultados bajo los tres palos lo llevaron a jugar un amistoso con la Selección Colombia de Mayores donde jugó desde el segundo tiempo ante el seleccionado de Honduras el 16 de enero de 2022.

### Independiente Santa Fe
El 22 de diciembre de 2023 fue oficializado como nuevo jugador de Independiente Santa Fe, donde llegaba con alta expectativa tras su gran paso por Independiente Medellín.
Debutó con el club el 23 de enero de 2024 y durante este primer semestre jugaría un total de 24 partidos en los que dejó el arco en 0 en 15 ocasiones y además llegó nuevamente a la final de la Categoría Primera A enfrentando a Atlético Bucaramanga; lastimosamente por tercera vez consecutiva perdía el título desde los penaltis tras un global de 3-3.
En el mismo año disputaría los cuadrangulares de la Categoría Primera A quedando cabeza de sería en el grupo A, lastimosamente tuvieron de los más desastrosos cuadrangulares, quedando de últimos y solo sumaron 1 punto, perdiendo frente a atlético nacional, millonarios, deportivo pasto y solo sumando 1 empate frente a millonarios.
En 2025 el primer semestre después de 3 finales pérdidas, en Medellín logra por fin consagrarse campeón con Independiente Santa Fe dejando la  estrella 10 para el equipo cardenal, siendo figura en todos los partidos, el equipo ganó con un marcador global de 2 a 1

## Selección de Colombia

### Categorías inferiores
Mosquera fue muchas veces seleccionado en convocatorias para realizar giras con la selecciones juveniles de Colombia de cara al suramericano sub-20 del 2009, en dichas giras consiguió ser convocado para el campeonato suramericano sub-20 del 2009, aunque terminó alternando la titularidad con Camilo Vargas. Al final del certamen el seleccionado colombiano no se clasificó al mundial de ese año. Vuelve a ser convocado a la selección sub-20 para el campeonato suramericano realizado en Perú en el 2011 que entregaba cupos para los juegos olímpicos del 2012 y el mundial 2011 que se realizaría en Colombia. En dicho certamen iba a partir como segundo portero detrás de Cristian Bonilla, no obstante una lesión en el tabique nasal de Bonilla lo marginó del certamen e hizo que Mosquera fuese el titular en los 9 juegos, finalmente la selección quedó última en la fase final del torneo quedándose sin la clasificación a los olímpicos de Londres pero clasificándose al Mundial (por ser anfitrión).

### Participaciones Internacionales en Torneos Juveniles
| Competición                         | Sede                       | Resultado                  | PJ                           | GR  | VI  |
| ----------------------------------- | -------------------------- | -------------------------- | ---------------------------- | --- | --- |
| Juegos Panamericanos de 2007        | Brasil                     | Fase de grupos             | 3                            | -1  | 2   |
| Copa Mundial Sub-17 de 2007         | Corea del Sur              | Cuartos de final           | 0 (4 partidos como suplente) | 0   | 0   |
| Sudamericano Sub-20 de 2009         | Venezuela                  | Fase final (5°lugar)       | 3                            | N/A | N/A |
| Sudamericano Sub-20 de 2011         | Perú                       | Fase final (6°lugar)       | 9                            | -16 | 1   |
| Torneo Esperanzas de Toulon de 2011 | Francia                    | Campeón                    | 0 (5 partidos como suplente) | 0   | 0   |
| Total en Torneos Juveniles          | Total en Torneos Juveniles | Total en Torneos Juveniles | 15                           | -17 | 3   |

#### Participaciones en Copas del Mundo Juveniles
| Mundial                     | Sede     | Resultado        | PJ                           | GR | VI |
| --------------------------- | -------- | ---------------- | ---------------------------- | -- | -- |
| Copa Mundial Sub-20 de 2011 | Colombia | Cuartos de final | 0 (5 partidos como suplente) | 0  | 0  |

### Selección mayor
El 21 de mayo del 2010, debido a problemas en la visa del portero David Ospina, Mosquera fue convocado a la selección mayor para enfrentar a la selección de Sudáfrica en Johannesburgo el 24 de mayo y a Nigeria en Londres el 27 del mismo mes, lo que ocasionó que no disputara el torneo de Toulon en 2010. A pesar de la convocatoria no llegó a debutar con la selección mayor pero llamó la atención que a pesar de su juventud y del equipo en que jugaba (en el Bogotá F. C de la segunda división de su país), fue considerado por un gran sector de la prensa como uno de los mejores juveniles del país. Recibe su primera convocatoria a la selección el 3 de noviembre de 2021 para la doble fecha eliminatoria contra la Selección de Paraguay y la Selección de Brasil. En enero de 2022 fue convocado y debutó en el partido amistoso donde la 'Tricolor' superó 2-1 Honduras en Estados Unidos el 16 de enero de 2022, al ingresar en el segundo tiempo por José Luis Chunga.

### Participaciones enEliminatorias al Mundial
| Eliminatoria                        | Sede del Mundial | Posición      | Resultado | PJ                                | GR | VI |
| ----------------------------------- | ---------------- | ------------- | --------- | --------------------------------- | -- | -- |
| Eliminatorias Mundial de Catar 2022 | Catar            | 6°lugar 23pts | Eliminado | 0 (2 convocatorias como suplente) | 0  | 0  |

## Estadísticas

### Clubes
Actualizado el 8 de diciembre de 2024
| Club                              | Div.          | Temporada     | Liga  | Liga  | Copa nacional | Copa nacional | Copa internacional | Copa internacional | Total | Total |
| Club                              | Div.          | Temporada     | Part. | Goles | Part.         | Goles         | Part.              | Goles              | Part. | Goles |
| --------------------------------- | ------------- | ------------- | ----- | ----- | ------------- | ------------- | ------------------ | ------------------ | ----- | ----- |
| Bogotá F. C. · Colombia           | 2.ª           | 2007-10       | 72    | 0     | 11            | 0             | -                  | -                  | 83    | 0     |
| Bogotá F. C. · Colombia           | 2.ª           | 2011          | 16    | 0     | 1             | 0             | -                  | -                  | 17    | 0     |
| Bogotá F. C. · Colombia           | Total club    | Total club    | 88    | 0     | 12            | 0             | 0                  | 0                  | 100   | 0     |
| América de Cali · Colombia        | 2.ª           | 2012          | 31    | 0     | 11            | 0             | -                  | -                  | 42    | 0     |
| América de Cali · Colombia        | Total club    | Total club    | 31    | 0     | 11            | 0             | 0                  | 0                  | 42    | 0     |
| Cortuluá · Colombia               | 2.ª           | 2013          | 11    | 0     | 5             | 0             | -                  | -                  | 16    | 0     |
| Cortuluá · Colombia               | Total club    | Total club    | 11    | 0     | 5             | 0             | 0                  | 0                  | 16    | 0     |
| Fortaleza CEIF · Colombia         | 2.ª           | 2013          | 19    | 0     | 5             | 0             | -                  | -                  | 24    | 0     |
| Fortaleza CEIF · Colombia         | 1.ª           | 2014          | 32    | 0     | 1             | 0             | -                  | -                  | 33    | 0     |
| Fortaleza CEIF · Colombia         | Total club    | Total club    | 51    | 0     | 6             | 0             | 0                  | 0                  | 57    | 0     |
| Atlético Bucaramanga · Colombia   | 2.ª           | 2015          | 26    | 0     | 3             | 0             | -                  | -                  | 29    | 0     |
| Atlético Bucaramanga · Colombia   | 1.ª           | 2016          | 7     | 0     | -             | -             | -                  | -                  | 7     | 0     |
| Atlético Bucaramanga · Colombia   | Total club    | Total club    | 33    | 0     | 3             | 0             | 0                  | 0                  | 36    | 0     |
| Deportivo Pasto · Colombia        | 1.ª           | 2017          | 40    | 0     | 2             | 0             | -                  | -                  | 42    | 0     |
| Deportivo Pasto · Colombia        | Total club    | Total club    | 40    | 0     | 2             | 0             | 0                  | 0                  | 42    | 0     |
| Independiente Medellín · Colombia | 1.ª           | 2018          | 3     | 0     | 1             | 0             | -                  | -                  | 4     | 0     |
| Independiente Medellín · Colombia | 1.ª           | 2019          | 1     | 0     | -             | -             | -                  | -                  | 1     | 0     |
| Independiente Medellín · Colombia | 1.ª           | 2020          | 19    | 0     | 3             | 0             | -                  | -                  | 22    | 0     |
| Independiente Medellín · Colombia | 1.ª           | 2021          | 27    | 0     | 3             | 0             | 10                 | 0                  | 40    | 0     |
| Independiente Medellín · Colombia | 1.ª           | 2022          | 44    | 0     | 3             | 0             | 6                  | 0                  | 53    | 0     |
| Independiente Medellín · Colombia | 1.ª           | 2023          | 21    | 0     | 0             | 0             | 8                  | 0                  | 29    | 0     |
| Independiente Medellín · Colombia | Total club    | Total club    | 115   | 0     | 10            | 0             | 24                 | 0                  | 149   | 0     |
| Independiente Santa Fe · Colombia | 1.ª           | 2024          | 48    | 0     | 1             | 0             | -                  | -                  | 49    | 0     |
| Independiente Santa Fe · Colombia | Total club    | Total club    | 48    | 0     | 1             | 0             | -                  | -                  | 49    | 0     |
| Total carrera                     | Total carrera | Total carrera | 417   | 0     | 49            | 0             | 24                 | 0                  | 490   | 0     |

### Selección
| Selección | Temporada                  | Amistosos | Amistosos | Amistosos | Sudamérica1) | Sudamérica1) | Sudamérica1) | Mundial2) | Mundial2) | Mundial2) | Total | Total | Total | Media Encajados |
| Selección | Temporada                  | PJ        | GR        | Imb.      | PJ           | GR           | Imb.         | PJ        | GR        | Imb.      | PJ    | GR    | Imb.  | Media Encajados |
| --- | -------------------------- | --------- | --------- | --------- | ------------ | ------------ | ------------ | --------- | --------- | --------- | ----- | ----- | ----- | --------------- |
| Sub-17 · Colombia | 2007                       | —         | —         | —         | —            | —            | —            | 0         | -0        | 0         | 0     | -0    | 0     | 0.0             |
| Sub-17 · Colombia | Total                      | 0         | 0         | 0         | 0            | -0           | 0            | 0         | 0         | 0         | 0     | -0    | 0     | 0.0             |
| Sub-20 · Colombia | 2007                       | —         | —         | —         | 3            | -1           | 2            | —         | —         | —         | 3     | -1    | 2     | 0.33            |
| Sub-20 · Colombia | 2009                       | —         | —         | —         | 4            | -5           | 1            | —         | —         | —         | 4     | -5    | 1     | 1.25            |
| Sub-20 · Colombia | 2011                       | —         | —         | —         | 9            | -13          | 1            | 0         | -0        | 0         | 9     | -13   | 1     | 1.44            |
| Sub-20 · Colombia | Total                      | 0         | -0        | 0         | 16           | -19          | 4            | 0         | 0         | 0         | 16    | -19   | 4     | 1.19            |
| Mayores · Colombia | 2022                       | 1         | -0        | 1         | —            | —            | —            | —         | —         | —         | 1     | -0    | 1     | 0               |
| Mayores · Colombia | Total                      | 1         | -0        | 1         | 0            | -0           | 0            | 0         | 0         | 0         | 1     | -0    | 1     | 0               |
| Total Selecciones Colombia | Total Selecciones Colombia | 1         | -0        | 1         | 16           | -19          | 4            | 0         | 0         | 0         | 17    | -19   | 5     | 1.12            |
| (1) Incluye los partidos de: Juegos Panamericanos de 2007/Campeonato Sudamericano de Fútbol Sub-20 de 2009/Campeonato Sudamericano de Fútbol Sub-20 de 2011/Torneo Esperanzas de Toulon de 2011 (2) Copa Mundial de Fútbol Sub-17 de 2007/Copa Mundial de Fútbol Sub-20 de 2011 |                            |           |           |           |              |              |              |           |           |           |       |       |       |                 |

## Palmarés

### Títulos nacionales
| Título          | Equipo                 | País     | Año  |
| --------------- | ---------------------- | -------- | ---- |
| Primera B       | Atlético Bucaramanga   | Colombia | 2015 |
| Copa Colombia   | Independiente Medellín | Colombia | 2019 |
| Copa Colombia   | Independiente Medellín | Colombia | 2020 |
| Torneo Apertura | Santa Fe               | Colombia | 2025 |

### Títulos internacionales
| Título                      | Equipo   | Sede    | Año  |
| --------------------------- | -------- | ------- | ---- |
| Torneo Esperanzas de Toulon | Colombia | Francia | 2011 |